# Eva Švíglerová
| Posities op de WTA-ranglijst Positie per einde seizoen: \| jaar \| rang enkelspel \| rang dubbelspel \| \| ---- \| -------------- \| --------------- \| \| 1987 \| 512 \| 515 \| \| 1988 \| 198 \| 294 \| \| 1989 \| 137 \| 127 \| \| 1990 \| 89 \| 130 \| \| 1991 \| 40 \| 107 \| \| 1992 \| 168 \| 112 \| \| 1993 \| 133 \| 177 \| \| 1994 \| 396 \| – \| |                |                 |
| jaar | rang enkelspel | rang dubbelspel |
| 1987 | 512            | 515             |
| 1988 | 198            | 294             |
| 1989 | 137            | 127             |
| 1990 | 89             | 130             |
| 1991 | 40             | 107             |
| 1992 | 168            | 112             |
| 1993 | 133            | 177             |
| 1994 | 396            | –               |

Eva Švíglerová (13 juli 1971) is een voormalig tennisspeelster uit Tsjecho-Slowakije, later Tsjechië. Švíglerová speelt rechtshandig. Zij bereikte haar beste resultaten op gravel. Zij was actief in het internationale tennis van 1987 tot in 1994.

## Loopbaan

### Junioren
Švíglerová bereikte de volgende grandslamfinales:
- Australian Open 1989: gewonnen meisjesdubbelspel, samen met landgenote Andrea Strnadová[2]
- Roland Garros 1989: meisjesenkelspel in de finale verloren van de Amerikaanse Jennifer Capriati[3]
- Wimbledon 1989: meisjesdubbelspel in de finale verloren, weer samen met Strnadová[2]

### Enkelspel
Švíglerová debuteerde in 1987 op het ITF-toernooi van Šibenik (Joegoslavië). Zij stond in 1988 voor het eerst in een finale, op het ITF-toernooi van Camucia (Italië) – zij verloor van de Italiaanse Marzia Grossi. Twee maanden later veroverde Švíglerová haar eerste titel, op het ITF-toernooi van Caserta (Italië), door de Australische Kristine Radford te verslaan. In totaal won zij vijf ITF-titels, de laatste in 1993 in Rheda-Wiedenbrück (Duitsland).
In 1989 had Švíglerová haar grandslamdebuut, op het Australian Open. Drie maanden later speelde zij voor het eerst op een WTA-hoofdtoernooi, op het toernooi van Barcelona – zij bereikte er meteen de halve finale. Zij stond in 1991 voor het eerst in een WTA-finale, op het toernooi van Auckland – hier veroverde zij haar enige titel, door landgenote Andrea Strnadová te verslaan.
Haar beste resultaat op de grandslamtoernooien is het bereiken van de derde ronde. Haar hoogste notering op de WTA-ranglijst is de 33e plaats, die zij bereikte in oktober 1991.

### Dubbelspel
Švíglerová was in het dubbelspel minder actief dan in het enkelspel. Zij debuteerde in 1987 op het ITF-toernooi van Makarska (Joegoslavië), samen met landgenote Leona Lásková. Eénmaal stond zij in een finale, in 1988 op het ITF-toernooi van Bol (Joegoslavië), samen met landgenote Magdalena Šimková – zij verloren van het Australische duo Kate McDonald en Rennae Stubbs.
In 1989 had Švíglerová haar grandslamdebuut, op het Australian Open, samen met de Amerikaanse Ann Grossman. Vier maanden later speelde zij voor het eerst op een WTA-hoofdtoernooi, op het toernooi van Rome, samen met toenmalig landgenote (later Slowaakse) Denisa Krajčovičová – zij bereikten er de tweede ronde. Zij stond in 1990 voor het eerst in een WTA-finale, op het toernooi van São Paulo, samen met de Argentijnse Bettina Fulco – hier veroverde zij haar enige titel, door het koppel Mary Pierce en Luanne Spadea te verslaan.
Haar beste resultaat op de grandslamtoernooien is het bereiken van de tweede ronde. Haar hoogste notering op de WTA-ranglijst is de 75e plaats, die zij bereikte in april 1993.

### Tennis in teamverband
In 1990 en 1991 maakte Švíglerová deel uit van het Tsjecho-Slowaakse Fed Cup-team – zij behaalde daar een winst/verlies-balans van 1–3.

## Persoonlijk
Švíglerová studeerde rechten en werd in 2015 lid van de Raad van toezicht van het Tsjechische bedrijf Stramit Bohemia in Praag, samen met Pavel Hrášek die hoofd van een Praags advocatenkantoor is en met wie zij twee kinderen heeft: een zoon Jakub Hrášek (2005) en een dochter Pavla Švíglerová (2008), die allebei competitief tennis spelen bij de junioren.

## Palmares
| Legenda                |
| ---------------------- |
| Grandslamtoernooi      |
| Olympische Spelen      |
| Year-End Championships |
| Tier I                 |
| Tier II                |
| Tier III               |
| Tier IV & V            |

### WTA-finaleplaatsen enkelspel
| nr.              | finale     | toernooi     | ondergrond | tegenstandster   | score         |         |
| ---------------- | ---------- | ------------ | ---------- | ---------------- | ------------- | ------- |
| gewonnen finales |            |              |            |                  |               |         |
| 1.               | 1991-02-03 | WTA Auckland | hardcourt  | Andrea Strnadová | 6-2, 0-6, 6-1 | details |
| verloren finales |            |              |            |                  |               |         |
| geen             |            |              |            |                  |               |         |

### WTA-finaleplaatsen vrouwendubbelspel
| nr.              | finale     | toernooi      | ondergrond | partner           | tegenstandsters              | score         |         |
| ---------------- | ---------- | ------------- | ---------- | ----------------- | ---------------------------- | ------------- | ------- |
| gewonnen finales |            |               |            |                   |                              |               |         |
| 1.               | 1990-12-02 | WTA São Paulo | gravel     | Bettina Fulco     | Mary Pierce Luanne Spadea    | 7-5, 6-4      | details |
| verloren finales |            |               |            |                   |                              |               |         |
| 1.               | 1992-07-26 | WTA Praag     | gravel     | Noëlle van Lottum | Karin Kschwendt Petra Ritter | 4-6, 6-2, 5-7 | details |

### Gewonnen ITF-toernooien enkelspel
| nr. | finale     | toernooi          | dotatie | ondergrond | tegenstandster in finale | score    |
| --- | ---------- | ----------------- | ------- | ---------- | ------------------------ | -------- |
| 1.  | 1988-07-31 | Caserta           | $10.000 | gravel     | Kristine Radford         | 6-3, 7-5 |
| 2.  | 1988-10-02 | Šibenik           | $10.000 | gravel     | Magdalena Feistel        | 7-5, 6-4 |
| 3.  | 1988-10-16 | Makarska          | $10.000 | gravel     | Renata Šmekálová         | 6-2, 6-1 |
| 4.  | 1988-11-20 | Wels              | $25.000 | gravel (i) | Marion Maruska           | 6-3, 6-1 |
| 5.  | 1993-07-25 | Rheda-Wiedenbrück | $25.000 | gravel     | Katja Oeljeklaus         | 6-4, 6-4 |

## Resultaten grandslamtoernooien
| Legenda | Legenda                          |
| ------- | -------------------------------- |
| g.t.    | geen toernooi gehouden           |
| l.c.    | lagere categorie                 |
| –       | niet deelgenomen                 |
| G       | uitgeschakeld in de groepsfase   |
| 1R      | uitgeschakeld in de eerste ronde |
| 2R      | uitgeschakeld in de tweede ronde |
| 3R      | uitgeschakeld in de derde ronde  |
| 4R      | uitgeschakeld in de vierde ronde |
| KF      | uitgeschakeld in de kwartfinale  |
| HF      | uitgeschakeld in de halve finale |
| F       | de finale verloren               |
| W       | het toernooi gewonnen            |
| w-v     | winst/verlies-balans             |

### Enkelspel
| toernooi        | 1989 | 1990 | 1991 | 1992 |
| --------------- | ---- | ---- | ---- | ---- |
| Australian Open | 1R   | 1R   | 1R   | 1R   |
| Roland Garros   | –    | 3R   | 1R   | 1R   |
| Wimbledon       | 3R   | 1R   | 1R   | 1R   |
| US Open         | –    | 1R   | 3R   | 1R   |

### Vrouwendubbelspel
| toernooi        | 1989 | 1990 | 1991 | 1992 | 1993 |
| --------------- | ---- | ---- | ---- | ---- | ---- |
| Australian Open | 1R   | 1R   | 2R   | 1R   | –    |
| Roland Garros   | –    | 1R   | 2R   | –    | 1R   |
| Wimbledon       | –    | 1R   | 1R   | –    | 1R   |
| US Open         | –    | 1R   | 1R   | –    | –    |